# 河村美幸
河村 美幸（かわむら みゆき、1994年10月27日 - ）は、日本の女子バスケットボール選手である。ポジションはセンター。愛称は「タク」。183cm、76kg。WKBLの龍仁サムスン生命ブルーミンクス所属。

## 来歴
愛知県安城市出身。
小5のときに兄の影響でバスケを始め、安城市立東山中学校を経て、桜花学園高校に進学。3年次にはインターハイ優勝、ウィンターカップも優勝でベスト5にも選出。U-18アジア選手権日本代表にも選出され準優勝に貢献。
2013年、シャンソンに加入。
同年のU-19女子世界選手権日本代表にも選出。
2015年、日本代表候補に選出される。
2017年、アジアカップ日本代表に選出される。
2019年、トヨタ自動車に移籍。
2022年オフ、トヨタ紡織に移籍。
2025年オフ、トヨタ紡織を退団。WKBLアジアクォータードラフトにて龍仁サムスン生命ブルーミンクスに全体5位で指名される。

## 経歴
- 桜花学園高 - シャンソン化粧品（2013年〜2019年） - トヨタ自動車（2019年〜2022年） - トヨタ紡織（2022年～2025年）

## 日本代表歴
- U-18アジア女子選手権
- U-19女子世界選手権
- 2017アジアカップ